# Арналдо Расковски
Арналдо Расковски (на испански: Arnaldo Rascovsky) е аржентински лекар и психоаналитик.

## Биография
Роден е на 1 януари 1907 година в Кордоба, Аржентина, в семейство на руски евреи имигранти. През 1929 завършва медицинското училище към Университета в Буенос Айрес с тясна специализация педиатрия. През 1936 се запознава с идеите на Фройд и започва лична анализа с Анхел Гарма.
През 1942 г. Расковски става един от основателите на Аржентинската психоаналитична асоциация, два пъти е неин президент, а впоследствие и почетен президент. Също така помага в основаването и застава начело на Психоаналитичната федерация на Латинска Америка.
Расковски пише над 50 публикации на психоаналитична тематика, както и няколко книги.
Женен е за Матилде Расковски, която също е психоаналитик.
Умира на 1 май 1995 година в Буенос Айрес на 88-годишна възраст.